# Juno I
Raketa Juno I byla první americkou nosnou raketou schopnou dopravit náklad na stabilní oběžnou dráhu. Je známá jako raketa, která dopravila první americký satelit – Explorer 1 na oběžnou dráhu. Navázal na již existující raketu Jupiter-C.

## Historie

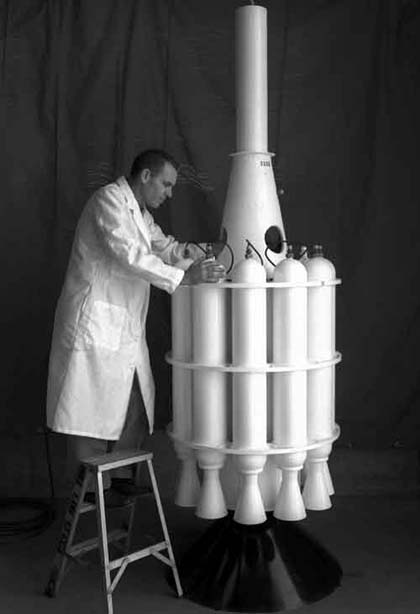
Druhý stupeň s 11 raketami Sergeant

Na vývoji rakety pracoval tým Wernhera von Brauna v rámci projektu Orbiter mezi lety 1954–1955. Po zrušení projektu v roce 1955 pokračoval vývoj rakety dále podle von Braunova konceptu. Zkoušky rakety Jupiter-C provedené v letech 1956–1957 byly úspěšné. Přesto komise ministerstva obrany USA rozhodla, že první americká družice poletí v rámci programu Vanguard se stejnojmennou raketou. Program Vanguard se však nevyvedl, Sověti vypustili první družici Země Sputnik 1 již 4. října 1957. Tři upravené a nepoužité rakety Jupiter zůstaly ve skladu.
Již zmíněná komise v reakci na Sputnik 1 proto koncem října 1957 využila nabídky Wernhera Von Brauna, který spočíval ve využití uskladněných raket upravené pro kosmické lety. Tato koncepce byla ve své době unikátní. Využil a upravil existující úspěšnou raketu Jupiter-C, která byla přejmenována na civilní název Juno. První let se konal 31. ledna 1958 a skončil úspěšným vypuštěním prvního amerického satelitu. Celkem se uskutečnilo 6 startů, přičemž pouze tři dopadly úspěšně. Jméno bylo odvozeno od Rakety Jupiter (Jupiter a Juno byli hlavní bohové starověkého Říma) a mělo symbolizovat, že se nejedná o vojenský projekt.

## Technický popis

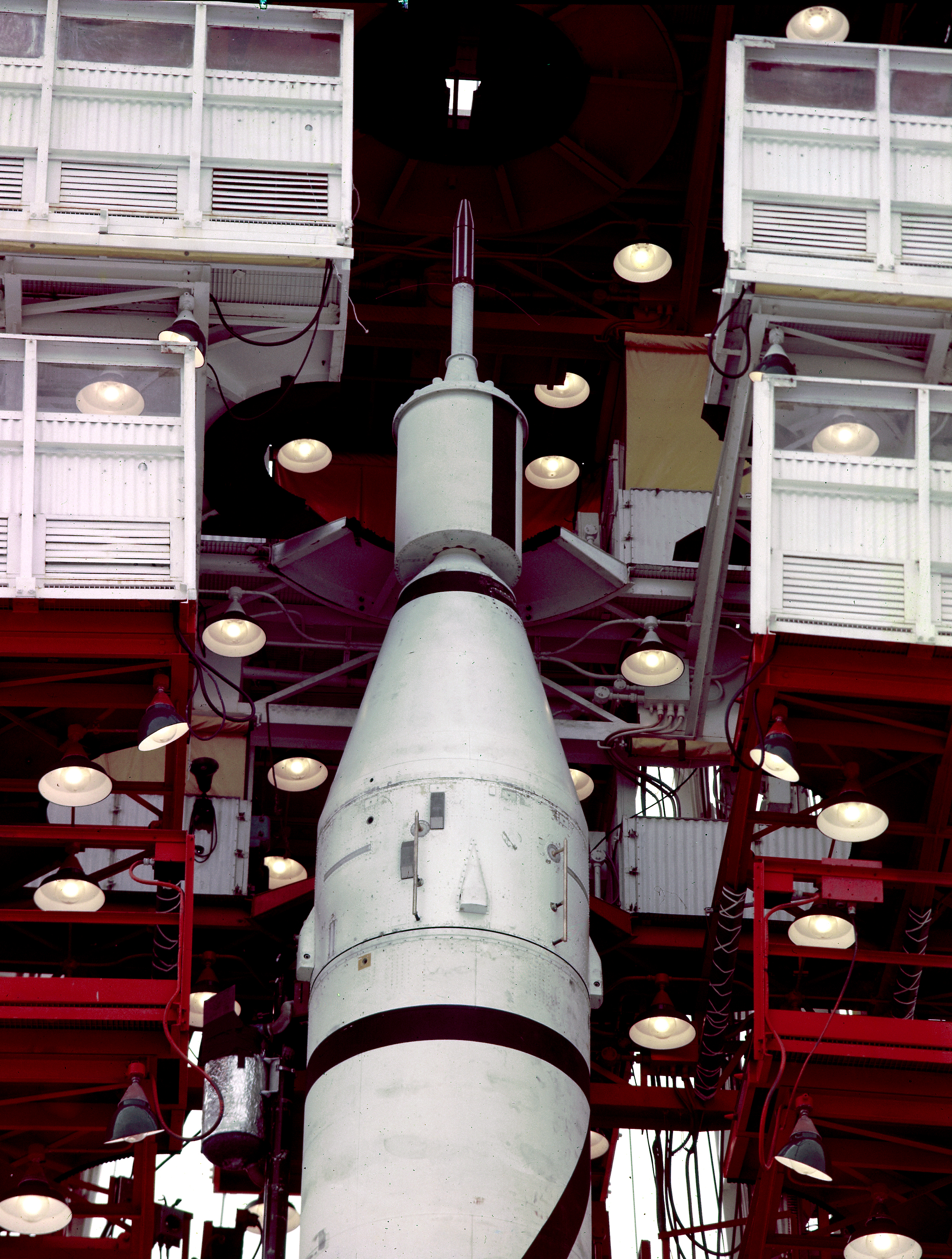
Pohled na špici rakety, kde je připojen druhý a třetí stupeň

Raketa měla čtyři stupně. První stupeň byla upravená a prodloužená verze balistické rakety Redstone nazývaná Jupiter-C, jednalo se o přímé pokračování vývojové řady německých raket V-2 (V2). Motor prvního stupně byl A-7, spalující kapalný kyslík a hydyn (60% asymetrický dimethylhydrazin a 40% diethylentriamin). Motor A-7 konstrukčně vycházel z motoru A-6 a byl dalším vývojovým stupněm motoru rakety V2. Na jeho vývoji pracovalo od počátku 50. let mnoho původních členů von Braunova týmu z Peenemuende. Motor dosahoval tahu 416 kN a měl specifický impuls 265 sekund.
Další stupně byly tvořeny skupinou spojených raket odvozených z rakety krátkého dosahu MGM-29 Sergeant. Druhý stupeň používal 11 těchto raket, třetí měl tři rakety a čtvrtý stupeň tvořila jediná raketa. Raketa postrádala naváděcí systém v horních stupních, což znemožňovalo dosažení přesné orbity. Původní raketa krátkého dosahu MGM-29 Sergeant byla výrazně zmenšena a její tah byl snížen na 6,6 kN. Motor na tuhé pohonné látky dosahoval specifického impulsu 220 sekund a doba zážehu se pohybovala kolem 6,5 sekundy. V době kdy byla raketa upravena pro potřeby vesmírných letů, nebyla ještě ani v aktivní službě, k tomu došlo až roku 1962. Později byla raketa Sergeant dále upravena pod názvem Castor se využíval na raketách Scout, Thor, Delta, Atlas a Athena.

## Mise
- 31. ledna 1958 – Úspěšné vypuštění satelitu Explorer 1
- 5. března 1958 – Neúspěšný pokus o vypuštění satelitu Explorer 2 kvůli selhání čtvrtého stupně
- 26. března 1958 – Úspěšný start satelitu Explorer 3
- 26. července 1958 – Úspěšný start satelitu Explorer 4
- 24. srpna 1958 – Neúspěšný pokus o vypuštění satelitu Explorer 5, selhání bylo způsobeno kolizí druhého a třetího stupně při oddělování
- 23. října 1958 – Neúspěšný pokus o vypuštění nafukovacího balónového satelitu Beacon 1. K selhání došlo 149 sekund po startu, kdy se druhý stupeň předčasně oddělil.